# Aleksandr Abramow (1892–1968)
Aleksandr Dmitrijewicz Abramow (ros. Александр Дмитриевич Абрамов, ur. 1892 w Mikołajowie, zm. w styczniu 1968 w Czelabińsku) – radziecki polityk.

## Życiorys
W sierpniu 1911 aresztowany, w grudniu 1911 zwolniony, od sierpnia 1914 żołnierz Armii Imperium Rosyjskiego, walczył na froncie I wojny światowej, w sierpniu 1915 wzięty do niewoli przez Austriaków, do listopada 1918 był jeńcem. Od kwietnia 1919 do grudnia 1921 żołnierz Armii Czerwonej, od 1919 członek RKP(b), od stycznia do grudnia 1922 pełnomocnik Wydziału Paliw Rady Komisarzy Ludowych USRR, od stycznia 1923 do lutego 1925 przewodniczący komitetu fabrycznego i sekretarz jaczejki RKP(b) fabryki w Moskwie. Od stycznia 1926 do lipca 1927 dyrektor browaru w Moskwie, od lipca 1927 do marca 1928 pełnomocnik Zarządu Ekonomicznego OGPU ZSRR, od marca 1928 do kwietnia 1929 kierownik pododdziału trustu, od kwietnia 1929 do sierpnia 1930 kierownik Wydziału Organizacyjnego Armawirskiego Komitetu Rejonowego WKP(b) w Kraju Północnokaukskim. Od września 1930 do maja 1932 studiował na Komunistycznym Uniwersytecie im. Swierdłowa, od maja do grudnia 1932 kierownik Wydziału Organizacyjnego Kołomienskiego Komitetu Rejonowego WKP(b) (obwód moskiewski), od stycznia 1933 do marca 1934 zastępca dyrektora fabryki w Mytiszczi, od marca 1934 do lutego 1935 szef wydziału politycznego stanicy maszynowo-traktorowej. Od lutego 1935 do kwietnia 1937 sekretarz rejonowego komitetu WKP(b) w obwodzie moskiewskim, od kwietnia do października 1937 sekretarz Kałuskiego Komitetu Rejonowego WKP(b) w Moskwie, od października do grudnia 1937 II sekretarz Biura Organizacyjnego KC WKP(b) w obwodzie tulskim, od listopada 1937 do 9 stycznia 1940 przewodniczący Komitetu Organizacyjnego Prezydium WCIK/Rady Najwyższej RFSRR w obwodzie wołogodzkim. Od 10 stycznia 1940 do 1944 przewodniczący Komitetu Wykonawczego Wołogodzkiej Rady Obwodowej, od września 1944 do lutego 1948 przewodniczący Komitetu Wykonawczego Sumskiej Rady Obwodowej, od marca 1948 do listopada 1949 przewodniczący Rady ds. Kołchozów przy Radzie Ministrów ZSRR w obwodzie winnickim, od listopada 1949 do maja 1953 przewodniczący Rady ds. Kołchozów przy Radzie Ministrów ZSRR w obwodzie czelabińskim, od maja 1953 do marca 1954 szef Czelabińskiego Obwodowego Oddziału Przemysłu Lekkiego i Spożywczego, później szef Czelabińskiego Obwodowego Oddziału Ubezpieczeń Społecznych.